# Campamento el Mirador
Campamento el Mirador är en ort i Mexiko.   Den ligger i kommunen Sabanilla och delstaten Chiapas, i den sydöstra delen av landet, 700 km öster om huvudstaden Mexico City. Campamento el Mirador ligger 907 meter över havet och antalet invånare är 611.
Terrängen runt Campamento el Mirador är bergig söderut, men norrut är den kuperad. Runt Campamento el Mirador är det ganska tätbefolkat, med 93 invånare per kvadratkilometer. Närmaste större samhälle är Amatán, 15,1 km väster om Campamento el Mirador. I omgivningarna runt Campamento el Mirador växer i huvudsak städsegrön lövskog.